# 霧社事件 (漫畫)
《霧社事件》是台灣漫畫家邱若龍的創作漫畫之一。

## 概要
此作品為邱若龍以台灣1930年的「霧社事件」為背景；費時約五年才完工的歷史漫畫，自1990年首次出版後已多次改編發行，並曾在1993年發行日文版本。
電影導演魏德聖於1997年翻閱此書時大受感動，而激起將「霧社事件」給搬上大銀幕的念頭，之後於2011年完工的電影成品為《賽德克·巴萊》。

## 發行版本
- 《霧社事件（調查報告漫畫）》:1990年時報出版初版。[4]
- 《霧社事件─台灣原住民對日本軍的戰鬥》：1993年由現代書館發行的日語版。
- 《霧社事件：台灣原住民歷史漫畫》:2001年田園城市出版再版。
- 《霧社事件：台灣第一部原住民調查報告漫畫》:2004年玉山社再版。
- 《漫畫．巴萊：台灣第一部霧社事件歷史漫畫》:2011年遠流出版公司再版。[5]

## 榮耀
- 2011年：阿爾及利亞國際漫畫節－國際競賽單行本組 最佳圖畫獎